# Policasta
Policasta (en grec antic Πολυκάστη), és un personatge de la mitologia grega.
Va ser filla de Nèstor. L'Odissea explica que acollí Telèmac, el fill d'Odisseu, quan el noi anava a la recerca del seu pare. El banyà, l'ungí amb oli i l'investí amb una túnica, accions que venen a simbolitzar la majoria d'edat de Telèmac. Una llegenda posterior deia que més endavant els dos es casaren. L'escena descrita va ser interpretada a l'aiguafort pel pintor i escultor català Francesc Torras Armengol el 1874. Policasta li donà un fill a Telèmac, Persèpolis. Policasta va ser el nom de la dona d'Icari i mare de Penèlope. Però també es diu que la dona d'Icari va ser una nàiade anomenada Peribea.